# 坚吉兹·亚厄兹
坚吉兹·亚厄兹（土耳其語：Cengiz Yağız，1964年12月21日—），土耳其男子跆拳道运动员。他曾代表土耳其参加1988年夏季奥林匹克运动会跆拳道比赛，获得男子羽量级银牌。